# Energy 52
Energy 52 est un groupe de musique électronique allemand du début des années 1990. C'est le projet musical trance  de Harald Blüchel (né le 19 février 1963 à Nuremberg en Allemagne), également connu sous le nom de scène Cosmic Baby et de Paul Schmitz-Moormann alias Kid Paul (né en 1975) et originaire de la région de Berlin. Le duo allemand s'est fait connaitre au début des années 1990 avec leur célèbre morceau Café del Mar sorti en 1993 chez Eye Q (en) records, le label allemand de Sven Väth, Matthias Hoffmann et Heinz Roth. Ce morceau qui a pour titre le nom d'un célèbre bar d'Ibiza situé à Sant Antoni de Portmany, le Café del Mar, fut publié ensuite par de nombreuses maisons de disque ou labels et reste à ce jour l'un des morceaux les plus remixés ou repris par divers artistes de musique électronique et notamment de musique trance. 
Energy 52 collabora dans divers projets musicaux avec le DJ allemand Paul van Dyk dans les années 1990.

## Discographie

### Singles, EP produits
- Expression / Eternity / The Bassline, WEA, 1991.
- State Of Mind (12"), WEA, 1991.
- Weak (12", Ltd), Cosmic Trigger, 1993.
- Café del Mar, Eye Q Records, 1993.